# Hellouw
Hellouw (51° 50′ N, 5° 11′ L) é uma cidade dos Países Baixos, na província de Guéldria. Hellouw pertence ao município de Neerijnen, e está situada a 14 km, a leste de Gorinchem.
Em 2001, a cidade de Hellouw tinha 482 habitantes. A área urbana da cidade é de 0.14 km², e tem 183 residências. 
A área de Hellouw, que também inclui as partes periféricas da cidade, bem como a zona rural circundante, tem uma população estimada em 910 habitantes.